# Bleed and Scream
| Recensione | Giudizio |
| ---------- | -------- |
| TrueMetal  |          |

Bleed and Scream è il quarto album del gruppo hard rock heavy metal svedese Eclipse, pubblicato da Frontiers Records nel luglio 2012.

## Tracce
1. Wake Me Up – 4:41
2. Bleed And Scream – 4:06
3. Ain't Dead Yet – 4:04
4. Battlegrounds – 4:15
5. A Bitter Taste – 5:08
6. Falling Down – 4:25
7. S.O.S. – 3:53
8. Take Back The Fear – 3:33
9. The Unspoken Heroes – 3:22
10. About To Break – 4:27
11. After The End Of The World – 6:14

## Commento
Il disco prodotto per l'etichetta italiana Frontiers Records ha raccolto una critica molto positiva dalle riviste ed esperti del settore.

## Formazione
- Erik Martensson - voce, chitarra, basso
- Magnus Henriksson - chitarra
- Robban Back - batteria
- Johan Berlin - tastiere